# Пескара (провинция)
Пескара (итал. Provincia di Pescara) — провинция в Италии, в регионе Абруццо.

## Физико-географическая характеристика
Провинция Пескара, наименьшая из провинций региона Абруццо, расположена между восточными склонами Апеннинских гор и Адриатическим морем. На юго-востоке она граничит с провинцией Кьети, на западе — Л’Акуила, на севере — Терамо. Западная часть провинции покрыта горами, на востоке — песчаные морские пляжи. По территории провинции протекают реки Атеро, Пескара, Орта, Тирино и Таво. В провинции расположены два искусственных водоёма: Аланно и Пенне. Оба водоёма имеют охранный статус.
Столицей провинции является город Пескара — индустриальный город-порт и крупнейший транспортный узел региона, береговая линия которого протянулась на 16 км.

## История
Провинция берёт название от слова piscaria, которое в переводе с латинского означает «рыбный рынок». Она была образована в 1927 году и включала в себя части провинций Кьети и Терамо, две коммуны Пескара и Кастелламаре-Адриатико, разделённые рекой Атеро.
Провинция сильно пострадала во время бомбардировок Второй мировой войны. Город Пескара был почти полностью разрушен, Пополи подвергался бомбардировкам дважды. В ходе первой бомбардировки британскими войсками был разрушен мост «Julius Caesar», соединяющий Пескару с Римом. В ходе второй, прошедшей 22 марта 1944 года погибло большое количество мирных жителей.

## Население
Пескара является самой густонаселённой провинцией региона. На 1 январе 2014 года по данным национального института статистики население провинции составляло 322,401 человек, из них женщин — 167,387, мужчин — 155,014.
В провинции находится 46 населённых пунктов:
| - Аббатеджо - Аланно - Болоньяно - Бриттоли - Бусси-суль-Тирино - Виколи - Вилла-Чельера - Каппелле-суль-Таво - Караманико-Терме - Карпинето-делла-Нора - Кастильоне-а-Казаурия - Катиньяно - Коллекорвино - Корвара - Куньоли - Леттоманоппелло | - Лорето-Апрутино - Маноппелло - Монтебелло-ди-Бертона - Монтесильвано - Москуфо - Ноччано - Пенне - Пескара - Пескосансонеско - Пиччано - Пополи - Пьянелла - Пьетранико - Роккамориче - Рошано | - Салле - Сан-Валентино-ин-Абруццо-Читериоре - Сант-Эуфемия-а-Маелла - Серрамоначеска - Скафа - Спольторе - Токко-да-Казаурия - Торре-де-Пассери - Турривалиньяни - Фариндола - Чепагатти - Чивитакуана - Чивителла-Казанова - Читта-Сант-Анджело - Эличе |

## Экономика
В провинции развиты рыболовство и сельское хозяйство, туристическая отрасль, находятся основные порта и индустриальные центры региона.

## Культура
Пескара является одной из самых современных провинций региона, лишь небольшое количество исторических зданий и сооружений сохранилось до наших дней. В городе Пескара находится музей Museo delle Genti d’Abruzzo, музей современного искусства Vittoria Colonna, археологический музей, каждый год в июле проходит джазовый фестиваль. Среди других музеев провинции музей традиционного и народного искусства в городе Пиччано, замок-музей Салле, музей оливкового масла в Лорето-Апрутино. В Куньоли ежегодно в августе проходит фестиваль арростичини, национального блюда типа шашлыка, родиной которого считается эта коммуна.